# Deserto de Dzoosotoyn Elisen
O deserto de Dzoosotoyn Elisen (em chinês:  古尔班通古特沙漠, em cazaque:  Құрбантұңғыт шөлі) é uma área remota, árida, e montanhosa da região autónoma de Xinjiang, na República Popular da China. A localidade importante mais próxima é Ürümqi.
É neste deserto que se situa o polo de inacessibilidade continental (46º16,8' N, 86º40,2'E).